# Phibalura boliviana
El cotinga de Apolo (Phibalura boliviana), también denominado tesorito yungueño, tesorito boliviano o cotinga palkachupa, es una especie de ave paseriforme de la familia Cotingidae, una de las dos pertenecientes al género Phibalura. Es endémico de Bolivia.

## Distribución y hábitat

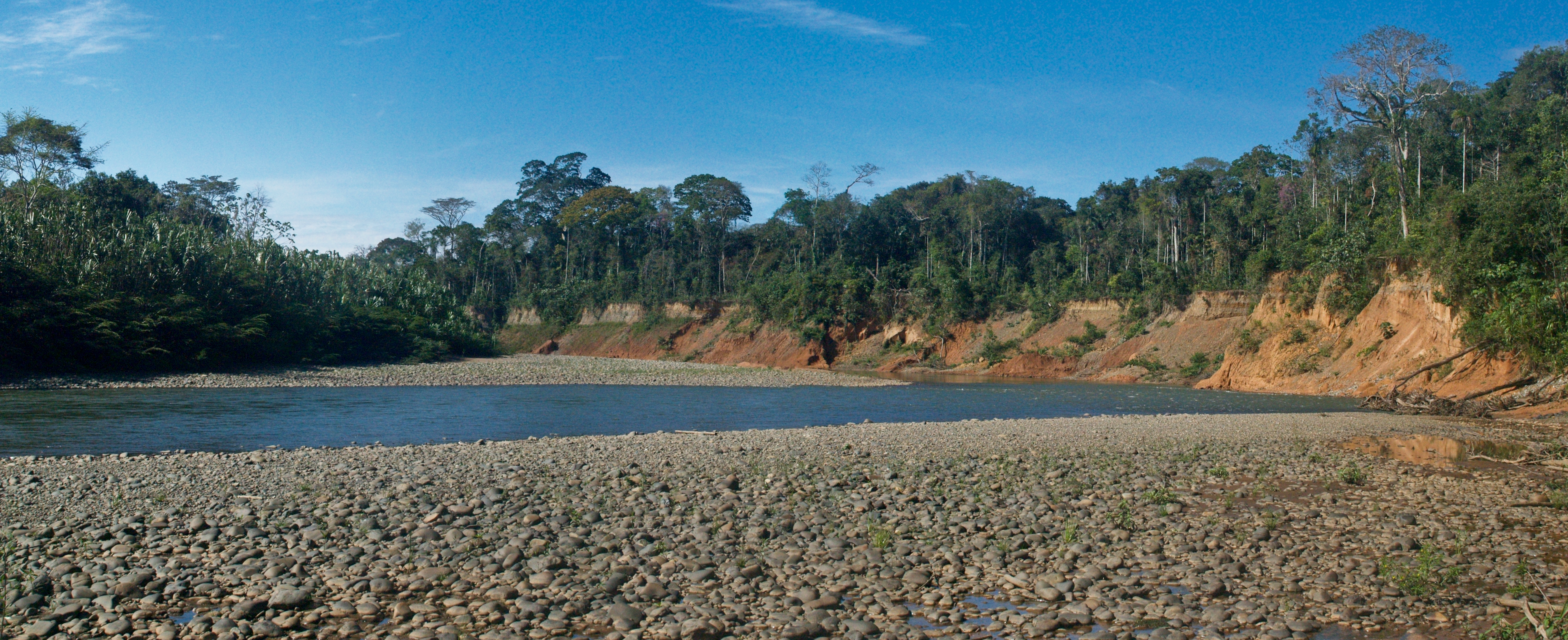
Acantilados del río Madidi, parque nacional Madidi, Bolivia; el hábitat de esta especie.

Se distribuye únicamente en el centro oeste de Bolivia, en las vecindades de Apolo, en el departamento de La Paz. Un supuesto registro de una hembra en el noroeste de Argentina, en la provincia de Jujuy, fue posteriormente descartado.
Esta especie es considerada rara y muy local en su hábitat natural: las sabanas de altura y bordes de selvas y bosques semihúmedos en montañas y sierras entre los 1400 y 2000 m de altitud. Se alimenta de frutas.

## Estado de conservación
El cotiga de Apolo es calificado como «amenazado de extinción» por la Unión Internacional para la Conservación de la Naturaleza (IUCN). No fue registrado durante 98 años hasta su redescubrimiento en el borde de un reducto selvático de 200 a 400 ha cerca de la localidad de Pata, en el noroeste de Apolo, en el parque nacional Madidi, en septiembre del año 2000. La población total ha sido estimada en 400 a 530 individuos maduros, en el área que rodea la localidad de Apolo, estando el núcleo poblacional en los alrededores de la pequeña aldea de Atén, en las afueras del parque nacional Madidi. La pérdida de su hábitat está en curso a un ritmo rápido; la especie ha desaparecido de algunos lugares donde su hábitat ahora ya no existe.

## Sistemática

### Descripción original
Esta especie monotípica fue descrita originalmente por el ornitólogo estadounidense Frank Michler Chapman en el año 1930, bajo el nombre científico de subespecie Phibalura flavirostris boliviana. Su localidad tipo es: «Cerca de Apolo, La Paz, Bolivia»; el holotipo, un macho adulto recolectado el 20 de agosto de 1902, se encuentra depositado en el Museo Americano de Historia Natural en Nueva York bajo el número AMNH 78958.

### Etimología
El nombre genérico femenino «Phibalura» se compone de las palabras del griego «phibalōs» que significa ‘esbelto’, y «oura» que significa ‘cola’; y el nombre de la especie «boliviana», se refiere a Bolivia, país de la localidad tipo.

### Taxonomía
La presente especie es considerada como plena por algunas clasificaciones, como el IOC Aves del Mundo (HBW) y Birdlife International (BLI), y como la subespecie P. flavirostris boliviana por otras, como Clements Checklist/eBird y el SACC, que rechazó (en votación muy dividida) la Propuesta N° 494 por considerar que las diferencias morfológicas, de vocalización y de comportamiento migratorio presentadas por Hennessey (2011) eran insuficientes para elevarla de rango.
Como lo sugiere su nombre común, ha sido tradicionalmente considerada como miembro de la familia Cotingidae, donde la sitúan varias clasificaciones como el Congreso Ornitológico Internacional (IOC),
 y Clements Checklist v2017, aunque para algunos autores es parte de la familia Tityridae. El género era colocado en Incertae sedis por el Comité de Clasificación de Sudamérica (SACC), pero, sobre la base de las evidencias genético-moleculares presentadas por Berv & Prum (2014), la Propuesta N° 726 aprobó la colocación definitiva en Cotingidae.